# Kęsy-Wypychy
Kęsy-Wypychy (prononciation : [ˈkɛ̃sɨ vɨˈpɨxɨ]) est un village polonais de la gmina de Gzy dans le powiat de Pułtusk de la voïvodie de Mazovie dans le centre-est de la Pologne.

## Histoire
De 1975 à 1998, le village appartenait administrativement à la voïvodie de Ciechanów.